# Virologische Diagnostik
Die virologische Diagnostik (oder Virusdiagnostik) dient zur Abklärung einer virologischen Infektion. Dafür bestehen verschiedene Möglichkeiten. Im Frühstadium der Infektion werden zuerst Antigennachweise (d. h. Nachweis von einzelnen Proteinen des Virus) oder Genomnachweise (d. h. Nachweis des Erbguts des Virus) durchgeführt. Im fortgeschrittenen Krankheitsstadium können dann auch Antikörpernachweise (d. h. Nachweis von spezifischen Antikörpern des Infizierten gegen das Virus) durchgeführt werden. Dabei ist in der frühen Phase der Nachweis von Antikörpern der Immunglobulin-Klasse M (IgM) und später der Nachweis von Antikörpern der Immunglobulin-Klasse G (IgG) angebracht. Bei einigen viralen Infektionen kann auch der Nachweis der Antikörper der Immunglobulin-Klasse A (IgA) angebracht sein. Ein Nachweis ist jedoch generell erst nach der diagnostischen Lücke möglich.

## Stufendiagnostik
Bei einer Vielzahl virologischer Erreger erfolgt die Abfolge der zuvor genannten Untersuchungen nach einem mehr oder weniger vorgegebenen Muster, das als Stufendiagnostik bezeichnet wird. Am Beispiel einer Hepatitis C (HCV) Infektion soll die Stufendiagnostik erläutert werden.
- Der behandelnde Arzt stellt den Verdacht einer HCV-Infektion
- Im ersten Schritt wird das Blut des Patienten durch einen Bluttest auf Antikörper gegen das HCV untersucht.
  - Falls keine Antikörper nachgewiesen werden können, kann angenommen werden, dass der Patient keine HCV-Infektion durchgemacht hat. Allerdings muss berücksichtigt werden, dass der Patient sich in der Frühphase einer Infektion befindet und noch keine Antikörper gegen das Virus gebildet wurden.
  - Bei jedem Nachweis von Antikörpern gegen das Virus wird das Ergebnis in einem anderen Test (Bestätigungstest) validiert. Werden auch in diesem Test Antikörper gegen das Virus nachgewiesen, so kann davon ausgegangen werden, dass der Patient eine HCV-Infektion hat oder hatte.
- Zur weiteren Abklärung der Infektion werden eine PCR (als direkter Erregernachweis und zur Bestimmung der Viruslast und damit verbunden der Infektiosität des Patienten) und eine Typisierung des Virus (Bestimmung des Subtyps des Virus) durchgeführt. Diese beiden Teste liefern wichtige Informationen für die Planung und Überwachung eines Therapieversuchs.

Eine Virusisolierung ist immer dann angebracht, wenn im Patientenmaterial sehr wenig virales Antigen nachweisbar ist oder wenn ein neues Virus näher charakterisiert werden soll. Zu diesem Zweck wird das Patientenmaterial auf Zellkulturen gegeben, sofern ein Zellkulturmodell für das betreffende Virus existiert. Die im Material enthaltenen Viren infizieren dann diese Zellen und werden vermehrt. Für manche Viren ist eine Anreicherung durch Ultrazentrifugation notwendig.

## Antigen- (Ag) oder Erregernachweise

### Plaque-Assay
Falls eine Infektion erfolgt, kann bei einigen Viren eine Veränderung der Morphologie der Zellen (cytopathischer Effekt, CPE) beobachtet werden. Dieser kann in einem Plaque-Assay quantifiziert werden. Allerdings verursachen nur einige Viren einen cytopathischen Effekt (z. B. Herpes-simplex-Viren, Windpockenviren, Influenzaviren, Humane Adenoviren, Picornaviren, Enteroviren, Masernviren, Mumpsviren und Rötelnviren). Einige andere Viren verursachen keinen CPE oder es existieren keine Zellen, die in vitro von diesen Viren infiziert werden. Die Zellen, die einen CPE zeigen oder der Kulturmedienüberstand dieser Zellen können dann für weitere diagnostische Untersuchungen verwendet werden.
Ein Vorteil des Plaque-Assays gegenüber der PCR besteht darin, dass der direkte Effekt eines Virus detektiert werden kann, da sich nur funktionale Viren vermehren können und Plaques verursachen. Daher folgt im Anschluss an die schnellere Methode meist auch ein Nachweis mit Zellkultur (siehe auch PCR).

### Elektronenmikroskopie
Viren, die in hoher Quantität im Patientenmaterial vorhanden sind, können nach Fixierung und Kontrastierung (mit Uranylacetat, Osmiumtetroxid oder Wolframatophosphorsäure) im Transmissionselektronenmikroskop betrachtet werden. Sie ist sehr schnell, allerdings ist die Erstanschaffung eines Elektronenmikroskops mit 200.000 bis 500.000 € sehr teuer. Die Bestimmung ist von dem Probenmaterial, der Aufarbeitung, der magnetischen Fokussierung und der Qualität der erzeugten Bilder abhängig und wird daher von geschulten Personen durchgeführt. Die Unterscheidung von Virussubtypen ist aufgrund der gleichen Gestalt nur mit Hilfe von Antikörpern möglich, die zuvor mit kolloidalem Gold markiert wurden (Immungoldfärbung).

### Ag-ELISA
Bei Infektionen mit Adenoviren oder Rotaviren kann der Stuhl des Patienten als Ausgangsmaterial für einen Ag-ELISA dienen (ELISA: Enzyme-linked Immunosorbent Assay). Diese Viren werden in großer Zahl im Stuhl ausgeschieden. Die viralen Proteine werden bei diesem Verfahren von markierten virus-spezifischen Antikörpern gebunden. Über die Markierung (z. B. fluoreszierende Farbstoffe, Enzyme) kann das Antigen dann indirekt charakterisiert werden. Auch bei Viren, die eine respiratorische Symptomatik hervorrufen können solche Tests aus Abstrichmaterialien oder vergleichbaren Materialien durchgeführt werden. Als Ausgangsmaterial für diesen Test können auch angereicherte Proben (siehe Virusisolierung) dienen.

### Western Blot
Virale Proteine können im Western Blot mit Antikörpern nachgewiesen werden, die kontinuierliche Epitope erkennen. Diskontinuierliche Epitope renaturieren nach der SDS-PAGE meist unvollständig.

### Immunfluoreszenztest
Beim Immunfluoreszenztest erfolgt ein Nachweis viraler Proteine durch Bindung von fluoreszenzmarkierten Antikörpern in einer fixierten Zellkultur mit einem Fluoreszenzmikroskop, sofern das Epitop nicht bei der Fixierung durch Denaturierung oder Formylierung maskiert wird oder ein Antikörper gegen fixierte Epitope existiert.

### Immunperoxidasetest
Der Indirect immunoperoxidase assay (IPA) funktioniert analog zum IFT, nur erfolgt der Nachweis der Viren anstelle über eine Fluoreszenzmarkierung über ein Reporterenzym (Meerrettichperoxidase).

## Genomnachweise

### Polymerase-Kettenreaktion
Die Polymerase-Kettenreaktion (englisch Polymerase Chain Reaction, PCR) wird für den Nachweis von Genomäquivalenten der Erreger herangezogen. Für Viren, die ein RNA-Genom besitzen, ist vor dem Nachweis mittels PCR noch ein Schritt notwendig, der die RNA in DNA umschreibt. Das Enzym, das diesen Prozess katalysiert, ist die Reverse Transkriptase (RT). Das Umschreiben der RNA in DNA und die anschließende Amplifikation des Genoms via PCR wird unter der Abkürzung RT-PCR zusammengefasst. Die PCR bzw. RT-PCR ist für fast alle humanpathogenen Viren etabliert. Eingesetzt wird sie, wenn andere Nachweisverfahren kein positives Ergebnis liefern, aber dringender Verdacht auf eine virale Infektion besteht (siehe oben), zur Bestimmung von Genomäquivalenten für prognostische Zwecke, zum Therapie-Monitoring oder falls keine anderen Methoden zur Verfügung stehen. Für einen direkten Nachweis der Infektiosität folgt meist noch ein Nachweis auf Zellkultur, da bei der PCR nicht zwischen viralen Partikeln und infektiösen Viren unterschieden werden kann. Dies ist aber bei einer genauen Quantifizierung entscheidend, nicht aber bei einem qualitativen Nachweis.

### DNA-Sequenzierung
Die Identifikation der DNA-Sequenz kann durch eine DNA-Sequenzierung erfolgen, teilweise auch im Hochdurchsatz. Auf der Ebene der Nukleinsäuren gibt es manchmal kaum Übereinstimmungen, weshalb ein geringfügig geändertes Virus in den herkömmlichen Testverfahren nicht auffällt. Völlig unbekannte Viren lassen sich mit einer Genomsequenzierung im Hochdurchsatz bereits wenige Tage nach einer Infektion identifizieren. Ihr Erbgut wird aus dem genetischen Pool der Wirtszelle herausgelesen, ohne dass man einen Anhaltspunkt benötigt, nach welcher Sequenz zu suchen ist. Auf einem Plättchen werden bis zu 1,6 Millionen Basen gleichzeitig identifiziert. Zunächst werden alle mRNA der Wirtszelle sequenziert – bis zu 200 Millionen Basen am Tag. Dann werden die aus der Genomforschung bekannten Sequenzen des Wirtes über ein spezielles Computerprogramm ausgeblendet, bis nur noch die unbekannten Sequenzen übrig bleiben. Teile davon entsprechen der Erbinformation des Virus. Es können sowohl bekannte, als auch stark veränderte oder unbekannte Infektionserreger in klinischen Proben identifiziert werden.

### In-situ-Hybridisierung
Die In-situ-Hybridisierung ist ein Verfahren, bei dem das Genom in Gewebeschnitten durch Hybridisierung mit radioaktiv oder Digoxigenin-markierten DNA-Fragmenten mit umgekehrt komplementärer Sequenz nachgewiesen wird. Diese Methode wird vor allem bei der Bestimmung und Typisierung von Humane-Papilloma-Viren (HPV) angewendet.

### Southern-Blot und Northern Blot
Das virale Genom kann durch Hybridisierung mit radioaktiv oder Digoxigenin-markierten DNA-Fragmenten mit umgekehrt komplementärer Sequenz nachgewiesen werden. Bei DNA-Viren kann dies per Southern Blot und bei RNA-Viren per Northern Blot erfolgen.

## Antikörpernachweise
Der Nachweis von Antikörpern, die gegen virale Erreger gerichtet sind, liefert nur bedingt einen Hinweis auf eine akute Infektion. Der Nachweis der Antikörper der Klasse G (IgG) ist ein Hinweis auf eine zurückliegende Infektion oder auf eine Impfung. Der Nachweis von IgM-Antikörpern kann ein Hinweis auf eine akute Infektion sein, jedoch sind AK der Klasse M bei vielen Viren auch noch nach der akuten Phase nachweisbar. Um eine Aussage über das Stadium der Infektion machen zu können, müssen zwei Proben im Abstand einiger Tage untersucht werden. Ein Anstieg der Antikörperkonzentration bzw. ein Titeranstieg kann als Hinweis auf eine frische oder wiederkehrende Infektion angesehen werden. Verfahren zum Antigen- (Ag), Genom- oder Erregernachweis sollten in vielen Fällen zur Abklärung ebenfalls herangezogen werden.

### Hämagglutinations-Inhibition
Der Hämagglutinationshemmtest (HHT oder HIT) findet nur Anwendung bei Viren, deren Oberflächenproteine in der Lage sind, Erythrozyten zu binden. Dieses Phänomen beruht auf der Bindung der viralen Proteine an Zuckerstrukturen auf den Oberflächen von Erythrozyten. Diese so gebundenen Erythrozyten bilden ein Netzwerk aus, das nicht mehr auf den Boden des Reaktionsgefäßes absinkt. Im HHT wird nun dem System aus Oberflächenproteinen des Virus und Erythrozyten das zu testende humane Serum zugegeben. Antikörper, die gegen das Virus gerichtet sind, binden an die Oberflächenproteine der Viren und die Hämagglutination wird unterbunden. Zur Quantifizierung wird das zu testende Serum in Verdünnungsstufen in den Test eingebracht. Dadurch kann der Titer ermittelt werden, der gerade noch ausreicht, um die Hämagglutination zu unterbinden. In der Routinediagnostik wird dieser Test zur Bestimmung des Röteln-Titers verwendet.

### Neutralisationstest
Mit Hilfe von Neutralisationstesten (NT) werden Antikörper aus Patientenseren bestimmt, die tatsächlich eine schützende (protektive) Wirkung haben. Sie sind in der Lage die Infektion der Zellen durch das Virus zu neutralisieren. Angemerkt sei, dass gerade bei Viren die zelluläre Immunantwort eine entscheidende Rolle spielt, da, falls die Viren in die Zelle eingedrungen sind, die humorale Immunantwort nur noch eingeschränkt eine Bedeutung bei der Neutralisation der viralen Infektion hat. Anwendung finden Neutralisationsteste bei Picornaviren und dem Cytomegalievirus.

### Komplementbindungsreaktion
Die Komplementbindungsreaktion (KBR) erkennt im Wesentlichen nur IgG1-, IgG3- und IgM-Antikörper. Für die Diagnostik einer akuten Infektion sind daher zwei aufeinander folgende Serumproben (Abstand 5–10 Tage) notwendig, bei denen ein erhöhter KBR-Titer im Falle einer akuten Infektion festzustellen ist. Die KBR ist eine sehr alte Methode, die derzeit von neueren Verfahren s. u. abgelöst wird. Sie kann bei fast allen viralen Infektionen angewendet werden. In der Hauptsache findet sie aber Anwendung bei der virologischen AK-Diagnostik von Influenza A/B, Parainfluenza, RSV, VZV, Masern, Mumps und Adenoviren.

### Immunfluoreszenztest
Ausgangsmaterial für den Immunfluoreszenztest (IFT) sind meistens virus-infizierte Zellen. Diese wurden auf Glasplättchen fixiert und können mit dem Patientenserum inkubiert werden. Durch Waschung werden die nicht gebundenen Antikörper entfernt und die Zellen werden mit einem zweiten Antikörper inkubiert. Dieser Antikörper ist mit einem Fluorochrom markiert. Dieser Farbstoff emittiert Licht einer bestimmten Wellenlänge, wenn er mit UV-Licht einer anderen Wellenlänge gestrahlt wird. Das Ergebnis kann im Fluoreszenzmikroskop sichtbar gemacht werden. Sowohl IgG-Antikörper als auch IgM-Antikörper können nachgewiesen werden. Angewandt wird die IFT für Patienten-Antikörper gegen viele Viren. Am häufigsten ist die Anwendung des IFT bei Infektionen mit Influenzaviren und dem Epstein-Barr-Virus.

### Immunperoxidasetest
Der Indirect immunoperoxidase assay (IPA) funktioniert analog zum IFT, nur erfolgt der Nachweis der Antikörper anstelle über eine Fluoreszenzmarkierung über ein Reporterenzym (Meerrettichperoxidase).

### ELISA
Der Enzyme-linked Immunosorbent Assay (ELISA) ist der Test, der für fast alle viralen Erreger angewendet wird. Durch den Einsatz von Teil- oder Vollautomaten, die die Teste bearbeiten, ist der ELISA aus wirtschaftlicher Sicht am weitesten verbreitet. Ansonsten gelten die in der Einführung erwähnten Einschränkungen.

### Western Blot
Der Western Blot wird hauptsächlich bei der Diagnostik von HIV 1 und 2, Röteln, CMV, EBV, Hanta-Viren, HTLV und HCV eingesetzt. Er wird verwendet, um die in dem ELISA-Test erhaltenen Ergebnisse zu bestätigen oder um weitere diagnostische Fragestellungen zu bearbeiten. Er bietet die Möglichkeit, Antikörper gegen mehrere virale Proteine gleichzeitig nachzuweisen.

### Immunpräzipitate
Die Doppelimmundiffusion und die Gruber-Widal-Reaktion werden aufgrund der vergleichsweise hohen Nachweisgrenzen seltener eingesetzt. Sie gehören jedoch zu den frühesten Antikörpernachweisen.